# Harry Paton
Harrison Theodore „Harry“ Paton (* 23. Mai 1998 in Kitchener, Ontario) ist ein kanadischer Fußballspieler, der zuletzt beim FC Motherwell in der Scottish Premiership unter Vertrag stand. Sein Bruder Ben Paton ist auch Fußballspieler.

## Karriere

### Verein
Harry Paton und sein jüngerer Bruder Ben wurden als Sohn eines aus dem englischen Exeter stammenden Vaters geboren, während ihre Mutter aus dem kanadischen Kitchener stammte. In seiner Kindheit spielte Harry Paton Fußball und Tennis. Als er war fünf Jahre alt war, fing er an für den Kitchener SC aus seiner Heimatstadt zu spielen. Nachdem er an einem Elite-Athleten Programm teilgenommen hatte, kam er im Sommer 2014 als Stipendiat zum FC Fulham nach London. Er konnte ohne Arbeitserlaubnis unterschreiben, da sein Vater aus England stammte. Zuvor spielte er auch bei erfolgreichen Probetrainings beim FC Brentford und Queens Park Rangers, bevor er bei Fulham unterschrieb. Nachdem er zwei Jahre in der Akademie von Fulham verbracht hatte, ging Paton nach Schottland zu Heart of Midlothian.
Er wurde in der Saison 2017/18 an den Viertligisten Stenhousemuir ausgeliehen, den er mit acht Toren in 31 Spielen zum Aufstieg in die dritte Liga verhalf, nachdem die Aufstieg-Play-offs gewonnen wurden.
Ohne ein Spiel in der ersten Mannschaft für die „Hearts“ absolviert zu haben, wechselte Paton direkt nach der Leihe zum Zweitligisten Ross County. In seiner ersten Saison bei Ross County verbrachte Paton die erste Saisonhälfte wieder auf Leihbasis bei Stenhousemuir, kehrte aber im Januar von der Leihe zurück. Mit Ross konnte er in der Saison 2018/19 noch den Zweitligatitel und den Gewinn des Challenge Cup feiern. Der auslaufende Vertrag bei Ross County wurde erneuert und Paton absolvierte in der Erstligasaison 2019/20 insgesamt 19 Ligaspiele für den Verein und schaffte damit den Sprung in die erste Mannschaft. Im Mai 2020 wurde der Vertrag vorzeitig verlängert. Ab der Spielzeit 2020/21 war Paton Stammspieler im zentralen Mittelfeld der „Staggies“.

### Nationalmannschaft
Harry Paton nahm im Jahr 2015 mit der kanadischen U17-Nationalmannschaft an der CONCACAF U-17-Meisterschaft in Honduras teil. Im Juni 2021 wurde Paton in den vorläufigen Kader der Kanadischen Nationalmannschaft für den Gold Cup 2021 berufen. Einen Monat später wurde er in den endgültigen 23-Mann-Kader berufen. Für den späteren Halbfinalisten kam er jedoch im Turnierverlauf zu keinem Einsatz unter John Herdman.